# Auriana Lazraq-Khlass
Auriana Lazraq-Khlass (Pithiviers, 22 de abril de 1999) es una deportista francesa que compite en atletismo. Ganó una medalla de plata en el Campeonato Europeo de Atletismo de 2024, en la prueba de heptatlón.

## Palmarés internacional
| Campeonato Europeo | Campeonato Europeo | Campeonato Europeo | Campeonato Europeo |
| Año                | Lugar              | Medalla            | Prueba             |
| ------------------ | ------------------ | ------------------ | ------------------ |
| 2024               | Roma (Italia)      | Medalla de plata   | Heptatlón          |